# Younger Brother
Younger Brother – brytyjska grupa muzyczna, utworzona w 2003 roku przez Simon Posforda i Benji Vaughana. Debiutancki album A Flock of Bleeps wydało Twisted Records. Ich drugi album The Last Days of Gravity został wydany 15 października 2007. Okładka do albumu została stworzona przez Storm Thorgersona, który projektował także okładki takich artystów jak Pink Floyd i Led Zeppelin.

## Dyskografia
- A Flock of Bleeps (Twisted Records, 2003)
- The Last Days of Gravity (Twisted Records 15.10.2007)
- All I Want (Remixes) (Twisted Records, 2008)
- Night Lead Me Astray (EP) (Twisted Records, 2010)
- Vaccine (Twisted Records/SCI Fidelity Records, 2011)